# Ylä-Kuomio
Ylä-Kuomio är en sjö i Finland. Den ligger i kommunen S:t Michel i landskapet Södra Savolax, i den södra delen av landet, 190 km nordost om huvudstaden Helsingfors. Ylä-Kuomio ligger 92,3 meter över havet. Arean är 3,68 kvadratkilometer och strandlinjen är 19,59 kilometer lång. Sjön  ingår i Kymmene älvs huvudavrinningsområde.   I omgivningarna runt Ylä-Kuomio växer i huvudsak blandskog.